# Мехмед Тефик Билге
Мехмед Тефик/Тевфик бей (на турски: Mehmet Tevfik Bey) е османски историк.

## Биография
Роден е в 1865 година в Битоля. Възпитаник е на Османската военна академия. Учител е по история и държавно управление в Битолското военно училище. Там преподава на Мустафа Кемал. Преподава и в Кулелийското военно училище в Цариград и в Девическата гимназия в Цариград. В 1910 година издава „Кратка история на Битолския вилает“ (Manastır Vilayetinin Tarihçesi), която съдържа изключително ценна информация за Битоля и региона. Мехмед Тефик е привърженик на тюркизма срещу конкурентните в империята идеи на османизма и ислямизма.
След въвеждането на фамилиите в Турция приема името Тефик Билге (Tevfik Bilge).
В 1935 – 1939 година е депутат в V Велико национално събрание на Турция от Диарбекир.
Умира на 12 февруари 1940 година.